# Maurice Bernard (physicien)
Pour les articles homonymes, voir Bernard et Maurice Bernard.
 (avril 2023).
Si vous disposez d'ouvrages ou d'articles de référence ou si vous connaissez des sites web de qualité traitant du thème abordé ici, merci de compléter l'article en donnant les références utiles à sa vérifiabilité et en les liant à la section « Notes et références ».
En pratique : Quelles sources sont attendues ? Comment ajouter mes sources ?
Maurice Bernard, né à Montpellier le 18 janvier 1928 et mort à Paris le 3 mars 2024,, est un ingénieur français, polytechnicien et ingénieur général des télécommunications.
Enseignant-chercheur, scientifique, il a été directeur du Centre national d'études des télécommunications de 1978 à 1981, directeur de l'Enseignement de la Recherche de l'École polytechnique de 1983 à 1990, ou encore du Laboratoire des musées de France de 1990 à 1994.

## Biographie

### Formation
Maurice Gilbert Anatole Bernard naît à Montpellier (Hérault) le 18 janvier 1928 ; il est le second fils d'Antonin Maurice Bernard (1896-1983), polytechnicien (promotion 1919 Spéciale) et d'Yvonne Adrienne Meilleroux (1901-1979).
Après une scolarité primaire au petit lycée Gautier d'Alger, il commence en 1938 ses études secondaires en classe de sixième au lycée Bugeaud. Mais l'année suivante, en cinquième, son état de santé qui s'altère vient perturber sa scolarité : le climat humide d'Alger ne lui réussit pas. Ses parents, qui ont appris que s'est repliée dans un château situé près de Saint-Gérand-le-Puy une école privée de grande qualité créée vers 1925 par Maria Jolas à Neuilly-sur-Seine, décident de l'y inscrire dès le 1er janvier 1940. Il y rencontre comme condisciples les filles de la directrice, Betsy en classe de quatrième et la cadette Christina dans sa classe de cinquième.
En mai 1940, cette école est interrompue, puis dispersée en juin, les élèves rentrant dans leurs familles. Après la débâcle et l'Armistice, Maurice Bernard retourne à Alger poursuivre ses études au lycée Bugeaud ; après le baccalauréat en 1945, il entre au lycée Saint-Louis à Paris en classes préparatoires. Il est reçu en 1948 à l'École polytechnique et en sort deux ans plus tard ingénieur des télécommunications ; il achève ensuite sa formation comme élève ingénieur à l'École nationale supérieure des télécommunications de 1951 à 1953. Il soutient le 13 juin 1958 sa thèse de doctorat d'État ès-sciences sur l'étude des phénomènes de recombinaison et de génération dans les jonctions de germanium p‑n.

### Carrière professionnelle
- 1953-1975 : ingénieur des télécommunications au Centre national d'études des télécommunications

En arrivant au Centre national d'études des télécommunications (CNET) en octobre 1953, Maurice Bernard est rapidement convaincu de la nécessité d’y créer un laboratoire pour étudier les propriétés physiques et électroniques des semi-conducteurs : après avoir développé plusieurs méthodes de mesure, il est amené à donner à ce laboratoire une orientation plus fondamentale et en particulier à étudier de manière approfondie les mécanismes de recombinaison des électrons et des trous et les caractéristiques électriques des jonctions semi-conductrices p n.
- 1969-1975 : chargé des laboratoires du CNET à Bagneux

En 1969 Louis-Joseph Libois, directeur du CNET, le charge de regrouper à Bagneux les équipes qui travaillent sur la physique électronique et les composants.
- 1975-1978 : chargé de la sous-direction recherche et développement à la direction des affaires industrielles et internationales de la Direction générale des télécommunications

La réorganisation de la Direction générale des Télécommunications et du CNET, décidée par le gouvernement le 16 octobre 1974, amène Maurice Bernard à accepter, début 1975, des responsabilités d’une nature toute nouvelle.
Au sein de la direction des affaires industrielles nouvellement créée et dirigée par Jean Pierre Souviron, il est chargé de la sous-direction recherche et développement. Entouré d'une petite équipe d'ingénieurs, il a la charge de l'orientation technique et du suivi des études menées au CNET et dans les laboratoires industriels. Son action vise en particulier à assurer que l’ensemble du programme de recherche et de développement est aussi cohérent que possible avec les objectifs de la direction générale des télécommunications. Pour cela il forme une petite équipe aux compétences variées et durant cette période, il est impliqué dans de nombreux projets de la direction générale des télécommunications.
La microélectronique silicium et les circuits intégrés est, en 1976 et 1977, I’objet de réflexions approfondies à la direction des affaires industrielles et Internationales et, accessoirement, dans d’autres administrations concernées. Maurice Bernard contribue à l'élaboration et au lancement du plan circuits intégrés de 1977 et assiste Jean Pierre Souviron pour proposer au Gouvernement de créer un nouveau centre du CNET, à Meylan près de Grenoble, afin d'améliorer la compétitivité de l'industrie française des circuits intégrés. Trente ans après, les compétences ainsi initiées au centre Norbert Ségard du CNET, en parallèle avec l’action du Laboratoire d'électronique et de technologie de l'information (LETI) du CEA, sont la base d’un des rares succès européens dans un domaine que les États-Unis, le Japon, la Chine et la Corée aujourd’hui dominent complètement. La société STMicroelectronics, aujourd’hui florissante, en témoigne.
Les télécommunications par fibres optiques apparaissent de jour en jour plus prometteuse et Maurice Bernard organise avec la collaboration d'A. Kwong Cheong et celle de divers experts du CNET Lannion, une consultation internationale en 1978 pour un système de transmission à 34 mégabits sur fibres optiques qui doit relier en 1980 les deux centraux parisiens ‘’Tuileries’’ et ‘’Philippe Auguste’’ : ce sera une première en Europe le 1er septembre 1980.
- 1978-1981 : directeur du Centre national d'études des télécommunications

Le 26 juillet 1978 Maurice Bernard est nommé par le gouvernement directeur du Centre national d'études des télécommunications.
Durant plus de trois ans, il entreprend avec l'appui constant de Gérard Théry, directeur général des télécommunications, et de Jean Syrota, directeur des affaires industrielles et internationales qui a pris la suite de Jean Pierre Souviron, les transformations qui ont pour objectif de faire du CNET, avant 1985, l'un des plus grands centres de recherche au monde dans son domaine.
Au cours de la première année, il met en place des structures décentralisées qui doivent donner aux équipes des six centres du CNET une plus grande autonomie et une plus grande efficacité. Un système de suivi de l'activité des équipes de recherche, d'analyse de leurs projets, de préparation des programmes annuels est conçu, mis en place et validé de 1978 à 1979. Deux directions fonctionnelles sont créées : la direction de l’information, de la coopération et des échanges techniques (DICET), chargée d'accélérer vigoureusement la circulation interne et externe de l'information, et la direction de la gestion et de l'assistance technique (DIGAT), chargée de coordonner !e soutien technique des équipes du CNET au développement industriel et aux services d'exploitation.
Une action prioritaire est lancée en matière de recrutement afin d'attirer au CNET des chercheurs du meilleur niveau. Au cours de l'année 1981, le CNET recrutera près d'une centaine de chercheurs et d'ingénieurs de premier plan, dont une proportion importante de personnels déjà expérimentés, soit environ trois ou quatre fois plus que quelques années auparavant.
Il fait évoluer les esprits vers une plus grande ouverture des individus et des équipes sur l'environnement français et étranger, une reconnaissance plus systématique des résultats des travaux individuels, une meilleure connaissance et une meilleure compréhension du travail d'équipe et du rôle hiérarchique, une appréciation plus claire du rôle des échanges techniques internes et externes afin, notamment, d'accélérer le transfert des connaissances vers les entreprises. Il développe les échanges entre les équipes du CNET et celles du CNRS et de l'Université, ainsi que les échanges internationaux, en particulier, avec les universités américaines les plus importantes.
Le 18 novembre 1981, le gouvernement nomme un nouveau directeur du CNET.
- 1983-1990 : directeur de l'enseignement et de la recherche à l'École polytechnique

Comme président du département de physique de 1975 à 1977 puis de 1983 à 1990, en tant que directeur de l'enseignement et de la recherche à l'École polytechnique, Maurice Bernard est amené à s'intéresser à la direction et au ‘’management‘’ de l'enseignement, notamment de l’enseignement supérieur scientifique : recrutement d'enseignants, évaluation des élèves et des professeurs, liaison avec les laboratoires de recherche, etc.
À cette époque l’enseignement de l'École polytechnique évolue profondément avec un tronc commun — où figurent chimie et biologie — et l’introduction d’enseignements de majeures et de mineures. À la suite de l’audit qu’Emmanuel Grison, son prédécesseur comme directeur, il y poursuit la rénovation de la chimie (concours d’entrée, enseignement, recherche) et y institue le premier département enseignement-recherche, doté d’un comité scientifique international.
C’est durant son mandat de directeur de l’enseignement et de la recherche que sont nommés professeurs à l’École polytechnique Sylvain Blanquet, Jean-Michel Bony, Jean-Pierre Bourguignon, Alain Finkielkraut, Patrick Huerre, Pierre Laszlo, François Mathey, Jacques Neveu, Pierre-Arnaud Raviart. Maurice Bernard s’efforce aussi que l’engagement à l'École polytechnique des enseignants s'enracine davantage sur place, à Palaiseau, grâce à une activité plein-temps dans la recherche et dans l’enseignement ‘’graduate‘’ (au-delà des deux années de l'École).
Avec l'appui du directeur général et du conseil d'administration, il est appelé à développer plusieurs projets nouveaux : diminuer le monolithisme de l'enseignement en le diversifiant par le jeu d'enseignements ‘’majeurs’’ et ‘’mineurs’’, améliorer l'insertion de l'X dans le paysage de l'enseignement supérieur français en créant à Palaiseau, de préférence en partenariat avec des universités parisiennes, des DEA scientifiques sous sceau commun, et ainsi accroître le nombre de thèses décernées chaque année par l’École, encourager les élèves à pratiquer deux langues étrangères et, pour certains d'entre eux, à faire leur mini-thèse d’option dans un laboratoire étranger, créer une association des amis de la bibliothèque de l'Ecole polytechnique (la SABIX) afin de sauvegarder le fonds de livres anciens et d’accroître le patrimoine de l'École. 
En 1985, avec Bernard Ésambert, nouveau président du conseil d'administration, il envisage la possibilité de lancer une fondation pour aider l'École dans ses efforts d'adaptation et de rénovation. Grâce aux efforts des industriels français, et notamment de Raymond Haïm Lévy, cette fondation voit très vite le jour et joue un rôle croissant en faveur de l’École. En 1987, il propose que l'École engage une action de formation permanente dans ses domaines d'excellence scientifique, d’où la création du Collège de Polytechnique confié à Christine Nora.
Maurice Bernard quitte l'École le 1er novembre 1990.
- 1990-1994 : directeur du Laboratoire de recherche des musées de France

Maurice Bernard est mis le 1er novembre 1990 à la disposition du ministre de la culture Jack Lang qui le demande au ministre des PTT pour diriger le laboratoire de recherche des musées de France (LRMF). Il s’efforce, dans un contexte prestigieux mais dépourvu de ressources techniques, de poursuivre et, si possible, d'amplifier l'œuvre de pionnier de Magdeleine Hours en mettant la science toujours davantage au service de l'art. C'est dans cet esprit que, le 19 octobre 1991, il souhaite célébrer le 60e anniversaire du LRMF en organisant au grand auditorium du Louvre une journée scientifique de haute tenue ; avant de quitter le laboratoire du Louvre, il fonde la revue Technè, revue semestrielle scientifique interdisciplinaire dont l'objectif est de mettre la science au service de l'art et des civilisations, en prolongement des cahiers du laboratoire lancés par Madeleine Hours et abandonnés depuis longtemps.

### Enseignement
- École polytechnique

De 1956 à 1973, Maurice Bernard est maître de conférences à l'École polytechnique (sur le poste occupé par Albert Messiah) ; de 1973 à 1980, il est professeur avec un cours de physique des solides. De 1969 à 1971 et à nouveau de 1973 à 1978, il est délégué du département de physique au conseil d'enseignement de l'École ; il assure la présidence du département de physique d'octobre 1975 à décembre 1977.
- École nationale supérieure des télécommunications

Professeur à l'École nationale supérieure des télécommunications de 1963 à 1970, il y enseigne un cours de physique quantique et statistique et un cours de physique des solides. En 1972, il organise une option de physique électronique dans l'enseignement de la 3e d'études ; cette option d'une durée de six mois, axée sur la recherche, est partiellement enseignée au centre du CNET de Bagneux. En 1973, cette option est étendue à toute la durée de l'année scolaire.
- École supérieure d'électricité

Professeur de 1959 à 1961 à l'École supérieure d'électricité, il y enseigne ensuite la physique des solides de 1962 à 1966.
- Institut supérieur d'électronique de Paris

Il crée en 1958 à l'Institut supérieur d'électronique de Paris un cours de physique des solides qu'il professe jusqu'en 1961
- Université Paris-Sud

Il est chargé de 1959 à 1961 d'un enseignement à la faculté des sciences de l'université Paris-Sud d'Orsay sur les semi-conducteurs dans le cadre du certificat de 3e cycle de physique des solides au laboratoire de physique des solides spécialisé dans l'étude la physique de la matière condensée.
- Université Stanford

En 1962, il est « visiting professor » six mois à l'Université Stanford et donne un cours sur les semi-conducteurs.

### Recherche
- Travaux sur les jonctions p n

Maurice Bernard rencontre dès ses débuts dans le domaine des semi-conducteurs Pierre Aigrain, lequel l’encourage vivement à poursuivre ses efforts et à présenter une thèse de doctorat ; il avait montré en effet en 1957 que la théorie de William Shockley de la jonction p n était insuffisante et que la considération d'un courant supplémentaire, dit ‘’courant de génération-recombinaison‘’ permettait d'établir une théorie plus générale des jonctions semi-conductrices p n. Une étude expérimentale détaillée des caractéristiques courant tension de jonctions de germanium à des températures différentes et dopées avec diverses traces métalliques (Fe, Ni, Co) comme centres de recombinaison lui apporte alors une vérification expérimentale de cette théorie ; il soutient sur ce sujet une thèse de doctorat d'État le 13 juin 1958.
Le groupe qu'il dirige au Centre national d’études des télécommunications (CNET) se développe et compte une dizaine de personnes. Maurice Bernard peut aborder plusieurs problèmes que sa thèse lui ont suggérés : les anomalies présentées par les caractéristiques inverses de certaines jonctions p n en germanium le conduisent à montrer en 1959, en collaboration avec Bernard Leduc, que les dislocations du cristal semi-conducteur sont responsables de certaines anomalies et à proposer un mécanisme qui explique le phénomène de façon satisfaisante.
- Recombinaison sur pièges profonds : émission simultanée de n phonons

Le rôle fondamental joué par les défauts dans les jonctions p n l'avait, dès 1957, conduit à étudier le problème de la recombinaison et du piégeage des électrons et des trous sur les impuretés,,. À cette époque, Maurice Bernard établit la statistique de la recombinaison sur les centres à niveaux multiples que William Shockley avait considérés et dont il avait établi, à la même époque, la statistique la plus générale. En 1958-1959, son groupe étudie les sections efficaces de recombinaison des électrons et des trous sur les atomes de nickel dans le germanium, notamment leur mesure en fonction de la température ou d’une forte pression hydrostatique.
Cela permet d’avancer l’hypothèse que certaines transitions électroniques entre une bande de conduction et un niveau de la bande interdite se produisent par émission simultanée de plusieurs phonons ou quant à de vibration du réseau : l’absence d’émission de photons correspondant à la différence d’énergie privilégie l’existence d'une transition avec émission de plusieurs phonons, mécanisme probablement très fréquent dans les solides. Si le diagramme d’énergie se modifie en fonction de la température ou de la pression la section efficace diminuera brutalement lorsqu'on passe d’un processus à n-phonons à un processus à (n+1) phonons : ce que montrent les mesures. Le développement du laboratoire de semi-conducteurs que Maurice Bernard dirige au CNET lui permet dès 1958 d'aborder d'autres sujets touchant les propriétés physiques de ces matériaux.
- Microsonde infrarouge et précipités métalliques dans les semi-conducteurs

En collaboration avec Michel Berth et Otto Deutschbein, il met à profit la transparence de certains semi-conducteurs dans l'infrarouge pour examiner, à l'aide d'un microscope et d'une caméra de télévision équipée d'un tube ‘’résistron‘’ sensible à l'infrarouge, des cristaux de germanium et de silicium ; ce trio de chercheurs obtient ainsi les premières images montrant des dislocations dans le germanium et étudie la cinétique de précipitation des traces de cuivre dans le silicium. Sur ce sujet, Michel Berth soutient le 19 juin 1960 une thèse du Conservatoire national des arts et métiers. D'autre part, des expériences de micro-dureté à chaud ont montré le rôle joué par les dislocations provoquées par l'impact du diamant.
- Phénomènes de transport

La mesure de la conductivité et de l'effet Hall en fonction de la température sur des cristaux de silicium contenant des teneurs en bore échelonnées de 10-10 à 10-3 permet de mettre en évidence des anomalies dans le phénomène de transport des trous dans le silicium. Sur ce sujet, Jean-François Le Hir soutient, le 29 juin 1960, une thèse du Conservatoire national des arts et métiers.
- L'émission stimulée et l'effet laser

Depuis 1960, l'émission stimulée a été réalisée dans le domaine optique ; la lumière cohérente n'est plus un rêve ! Les premiers lasers à rubis ou à gaz réalisés à cette date le prouvent. À partir d’une idée originale que Pierre Aigrain avait formulée dès 1958 au Congrès de Bruxelles, avec Georges Duraffourg, Maurice Bernard montre en 1961, par une approche théorique qui englobe la suggestion initiale de Pierre Aigrain, quelle condition doit être satisfaite pour que dans un semi-conducteur l'émission stimulée l'emporte sur l'absorption : ce critère se relie de façon très simple au second principe de Carnot.
L’année suivante, au cours de l’été 1962, l’effet laser est observé pour la première fois dans un semi-conducteur, l’arséniure de gallium ; ce résultat est obtenu aux États-Unis, à peu près simultanément dans trois laboratoires de la côte Est. Peu après, Georges Duraffourg, Jean Loudette, Claude Chipaux, Jean-Pierre Noblanc et Roger Eymard dans le laboratoire du CNET que Maurice Bernard dirige, sont les premiers à observer l'effet laser sur l'antimoniure d'indium en 1963 puis sur l'antimoniure de gallium en 1964. Georges Duraffourg soutient, en 1965, sur l’ensemble du sujet une thèse de doctorat ès-sciences très remarquée mais qu’il négligera de publier.
- Propriétés de transport du germanium à basse température

Depuis 1963 Jean-François Le Hir étudie le phénomène d'avalanche dans le germanium aux températures de l'hélium liquide en présence d'un champ magnétique: ce travail constituera en mai 1966 sa thèse de doctorat ès-sciences appliquées.
- Optique non linéaire

En 1962, Maurice Bernard suggère à Jean Jerphagnon d'étudier les phénomènes d'optique non linéaire dans divers cristaux semi-conducteurs. Jean Jerphagnon, aidé de Edmond Batifol et de Daniel Chemla, réalise la génération du second harmonique du rayonnement à 10,6 microns d'un laser à gaz carbonique dans le tellure, le sélénium, le cinabre α-HgS, le chlorure cuivreux CuCI, le bromure cuivreux CuBr. Il mesure la susceptibilité non linéaire de ces différents matériaux sous forme monocristalline et étudie les conditions propres à produire l'oscillation paramétrique optique. Il soutient une thèse en novembre 1967. Ses travaux sont remarqués aux États-Unis : il est invité aux laboratoires de Bell Telephone à Murray Hill où il passe deux ans (août 1968-septembre 1970).

## Travaux

### Ouvrages
- Maurice Bernard et Jacques Roubaud, Quel avenir pour la mémoire ?, Paris, Gallimard, coll. « Découvertes Gallimard / Littératures » (no 349), 1998, 128 p. (ISBN 2-07-053447-2, présentation en ligne)
- Maurice Bernard, Les élites françaises : La méritocratie française, vol. Tome I, Paris, L'Harmattan, 2010, 244 p. (ISBN 978-2-296-11304-6, présentation en ligne)
- Maurice Bernard, Les élites françaises : La marche vers le pouvoir, vol. Tome II, Paris, L'Harmattan, 2010, 183 p. (ISBN 978-2-296-11308-4, présentation en ligne)
- Maurice Bernard, Les élites françaises : Ombres et lumière, vol. Tome III, Paris, L'Harmattan, 2010, 248 p. (ISBN 978-2-296-11925-3, présentation en ligne)
- Maurice Bernard, L'entre-soi des élites : Une oligarchie suicidaire, Paris, Riveneuve Éditions, 2013, 118 p. (ISBN 978-2-36013-390-1, présentation en ligne)
- Paul Diez, "Quelle connerie la guerre !" : d'après son journal, 1914-1918, Paris, Riveneuve Éditions, 2013, 163 p. (ISBN 978-2-36013-185-3, présentation en ligne) Conservé par sa famille, ce recueil précieux de notes et de réflexions au quotidien a fait l'objet d'une sélection méticuleuse par Maurice Bernard qui en extrait les passages les plus évocateurs (préface du général André Bach).
- Maurice Bernard (préf. Patrick Fridenson), Plusieurs vies en une seule : Autobiographie, Paris, Hémisphères Editions, janvier 2020, 402 p. (ISBN 978-2-37701-060-8, présentation en ligne).

## Distinctions
- Officier de l'ordre de la Légion d'honneur.
- Chevalier dans l'Ordre National du Mérite - décret du 16 juin 1966; Officier dans l'Ordre National du Mérite - décret du 31 décembre 1981.
- Officier dans l'Ordre des Palmes Académiques du 1er janvier 1979.
- Médaille Blondel de la SEE, 1962.